# Phai Phongsathon
Phai Phongsathon (tiếng Thái: ไผ่ พงศธร; sinh ngày 14 tháng 6 năm 1982 tại tỉnh Nong Khai, Thái Lan), là một ca sĩ, nhạc sĩ nhạc Luk thung và Mor lam người Thái.

## Tiểu sử
Năm 1982, Phai Phongsathon được sinh ra tại một trong những khu ổ chuột bên trong Yasothon.

## Danh sách đĩa hát
1. 2005 – Fon Rin Nai Mueng Luang (ฝนรินในเมืองหลวง)
2. 2007 – Kam San Ya Khong Num Ban Nok (คำสัญญาของหนุ่มบ้านนอก)
3. 2008 – Yak Bok Wa Ai Ngao (อยากบอกว่าอ้ายเหงา)
4. 2009 – Yak Mee Thoe Pen Fan (อยากมีเธอเป็นแฟน)
5. 2009 – Mee Thoe Jueng Mee Fan (มีเธอจึงมีฝัน)
6. 2010 – Pen Phuen Mai Dai Hua Jai Yak Pen Fan (เป็นเพื่อนไม่ได้ หัวใจอยากเป็นแฟน)
7. 2012 – Siea Jai Kree Krang Koea Yang Lueak Thoe (เสียใจกี่ครั้งก็ยังเลือกเธอ)
8. 2013 – Tang Jai Tae Yang Pai Mai Thueng (ตั้งใจแต่ยังไปไม่ถึง)
9. 2014 – Yaak Pen Kri Khon Nueng Thee Fan Thueng (ปอยากเป็นใครคนนั้นที่ฝันถึง)
10. 2017 – Rak Tae Bo Dai Plae Waa Ngo (รักแท้บ่ได้แปลว่าโง่)
11. 2018 – Thim Ai Wai Trong Nee La (ถิ่มอ้ายไว้ตรงนี้ล่ะ)
12. 2019 – Pai Huk Kun Sa (ไปฮักกันสา)

## Phim ảnh

### Phim truyền hình
| Năm       | Tựa                                | Vai                                                | Đài               |
| --------- | ---------------------------------- | -------------------------------------------------- | ----------------- |
| 2014–2015 | Mad Ded Sing Thong (หมัดเด็ดเสียงทอง) | Padlom (พัดลม)                                      | Channel 9 MCOT HD |
| 2017      | Nay Hoi Tha Min (นายฮ้อยทมิฬ)        | Seeho (สีโห)                                        | Channel 7         |
| 2018      | Dao Charat Faa (ดาวจรัสฟ้า)          | Natthaphong Krietwongsesa/Nat (ณัฐพงษ์ เกียรติวงศา/ณัฐ) | Channel One 31    |

## Các nguồn khác
- Facebook FanPage " Phongsathon Srijun "
- Instagram " @phongsathon_gmm "
- twitter " @phongsathon_gmm "